# Cadaqués
Cadaqués – gmina i miasto w Hiszpanii, w comarce Alt Empordà, w prowincji Girona, w Katalonii, o powierzchni 26,52 km². W 2011 roku gmina liczyła 2935 mieszkańców.
Położona na skalistym półwyspie Cap de Creus, zbudowanym głównie ze skał metamorficznych.